# Castleberry
Castleberry város az USA Alabama államában, Conecuh megyében. Lakosainak száma 486 fő (2020. április 1.).

## Népesség
A település népességének változása:
| Lakosok száma | 167  | 583  | 486  |
|               | 1900 | 2010 | 2020 |